# فرد إتش لو
فرد إتش لو (بالإنجليزية: Fred H. Lau)‏ هو ضابط شرطة أمريكي، ولد في 26 يونيو 1949 في Chinatown, San Francisco ‏ في الولايات المتحدة.